# Loitsche
Loitsche är en mindre ort i det tyska förbundslandet Sachsen-Anhalt som är belägen cirka 20 km norr om Magdeburg. Orten tillhör sedan 1 januari 2010 kommunen (Gemeinde) Loitsche-Heinrichsberg.
Kommune Loitsche hade en yta av 19,43 km² och befolkning uppgick till 655 invånare 2009.
Det är även här tvillingarna Tom och Bill Kaulitz (Tokio Hotel) växte upp.